# Rainer Schedlinski

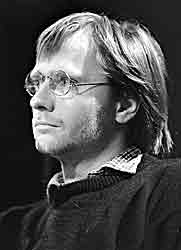
Rainer Schedlinski (Berlin, 1989)

Rainer Schedlinski (* 11. November 1956 in Magdeburg; † 6. September 2019 in Berlin) war ein deutscher Lyriker und Essayist. In der DDR gehörte er in den 1980er Jahren zu den führenden Autoren der oppositionellen Literaturszene und war in dieser Zeit Inoffizieller Mitarbeiter (IM) "Gerhard".

## Leben
Schedlinski wuchs in Schleibnitz bei Magdeburg als Sohn eines LPG-Vorsitzenden auf. Seine Mutter arbeitete als Finanzbuchhalterin. Er absolvierte von 1974 bis 1976 eine Ausbildung zum Wirtschaftskaufmann und begann ein Fachschul-Studium der Pflanzenzüchtung, das er 1977 aber abbrach.
Schedlinski arbeitete u. a. als Heizer, Hausmeister und schließlich Ende der 1970er Jahre als Instrukteur und kulturpolitischer Mitarbeiter der Bezirksfilmdirektion Magdeburg. Zur selben Zeit kam er in Kontakt zur literarischen Alternativszene Magdeburgs, insbesondere zu Dietrich Bahß, und begann mit Lyrikveröffentlichungen in illegalen Untergrundblättern. 1981/82 absolvierte er seinen Wehrdienst, wurde aber aus gesundheitlichen Gründen vorzeitig entlassen.
Im April 1983 zog Schedlinski nach Berlin, wo es im Prenzlauer Berg eine gut organisierte Gruppe innerhalb der alternativen DDR-Künstlerszene gab. Nachdem einige ihrer Protagonisten die DDR verlassen hatten, scharten sich die „Übriggebliebenen“ verstärkt um den Literaten Sascha Anderson als ihren spiritus rector. Dazu gehörten Autoren und bildende Künstler wie Stefan Döring, Egmont Hesse, Uwe Kolbe, Leonhard Lorek, Bert Papenfuß-Gorek, Michael Rom und Cornelia Schleime. Schedlinski stieg zu einem der Katalysatoren dieser Avantgarde-Gruppe auf. „Sie alle wollten mit ihren Texten Formen sprengen, neu und anders schreiben. Sie reagierten ungeordnet, zum Teil chaotisch auf die staatlicherseits streng durchorganisierten Verhältnisse.“
Auffällig war in dieser Gruppe das starke theoretische Interesse. Es wurden besonders die französischen Dekonstruktivisten und Poststrukturalisten gelesen, deren Bücher in der DDR nur als illegale Importe zugänglich waren. Ab 1986 gab Schedlinski zusammen mit Andreas Koziol die Untergrundzeitschrift Ariadnefabrik heraus, die sich zum wichtigsten theoretischen Sprachrohr der nicht offiziellen Literaturszene entwickelte und bis 1989 etwa viermal im Jahr in einer Auflage von jeweils etwa 60 Exemplaren erschien. „Den Titel entnahmen wir einem Gedicht von Sascha Anderson… Was wir für unser Heft suchten, waren theoretische Texte, die, wie auch Poesie, ihre innere Bewegung durch den Eigensinn formaler Prozesse erzeugen; die nicht faktisch in Gedanken über die Dinge erstarren, sondern die Tatsachen in sich FORTLEBEN, um damit selbst Tatsachen zu schaffen, und Sprache zum Handeln zu bewegen.“ Dem etablierten Schriftsteller Gerhard Wolf gelang es erst 1988 beim Aufbau-Verlag die Veröffentlichungsplattform außer der reihe zu etablieren und damit diesen unangepassten Nachwuchsautoren auch ein öffentliches Forum zu geben. Die Reihe wurde nach der Wende eingestellt.
1990 gehörte er mit Sascha Anderson, Henryk Gericke, Egmont Hesse, Andreas Koziol, Klaus Michael und Joerg Waehner zu den Gründern des Lyrik- und Autorenverlags Druckhaus Galrev, der als Zentrum der ehemaligen ostdeutschen Literaturavantgarde dienen sollte und dem er bis zur Einstellung der Verlagsproduktion als Gesellschafter angehörte.
Schedlinski verstarb nach schwerer Krankheit am 6. September 2019 in Berlin.

## Tätigkeit als IM
Anfang 1992 veröffentlichte das ARD-Politmagazin Kontraste Rechercheergebnisse, die belegten, dass Schedlinski seit spätestens 1979 als IM (Inoffizieller Mitarbeiter) für die Staatssicherheit tätig gewesen war. Bis zu diesem Zeitpunkt hatte er behauptet, allen Anwerbungsversuchen widerstanden und lediglich „Verhörprotokolle“ unterschrieben zu haben. Schedlinski hatte, so bewertete Der Spiegel die Ergebnisse, „denunziatorische Berichte über Menschen geliefert, und das in einer Sprache, die aus dem Wörterbuch des Unmenschen stammt.“ Schedlinski war – genau wie Anderson und Ibrahim Böhme – ein „IM neuen Typus“, den das MfS in den 1980er Jahren etablierte: Dieser wurde gezielt „angeworben, aufgebaut und eingeschleust“ und sollte „republikfeindliche“ Gruppen nicht mehr zerschlagen, sondern sie beherrschen, „umprofilieren“ und so von innen her „paralysieren“. In seiner Funktion bespitzelte Schedlinski nicht nur Künstlerkollegen, sondern verfasste auch Berichte über Organisationen und Mitarbeiter der evangelischen und katholischen Kirche. Eine Rolle spielte bei seiner Tätigkeit auch finanzielles Interesse: Er erhielt ab Winter 1985/86 ein festes monatliches Agentenhonorar.
Zu seiner IM-Tätigkeit erklärte Schedlinski, dass er sich jahrelang in psychiatrischer Behandlung befunden und 1981 während seines Wehrdienstes bei der NVA sogar einen Selbstmordversuch begangen habe. „Dem Druck, immer mehr sagen zu sollen, hielt ich nicht stand“. Gegen dieses Erklärungsmodell spricht laut einer Untersuchung der Linguistin und Literaturwissenschaftlerin Alison Lewis, dass Schedlinski zu dieser Zeit bereits in seiner Wehrdiensteinheit dekonspiriert und in den Magdeburger Literatenkreisen offen als IM beschuldigt worden war, ferner, dass er wenige Monate später selbsttätig wieder Kontakt zum MfS aufnahm. Ausführlich rechtfertigte sich Schedlinski außerdem im Juni 1992 in einem langen Essay in der Zeitschrift neue deutsche literatur. Darin bezeichnete er das MfS als „Vorzimmerdame der Macht“, „mit der zu kungeln nicht mal mehr ehrenrührig und für manchen gar amüsant war“. Der von ihm bespitzelte Lutz Rathenow konstatierte dagegen, Autoren wie Schedlinski hätten „durch ihre Desinformationen letztlich den Zusammenbruch dieses maroden Systems verzögert“.

## Preise
- 1989 Förderpreis des Darmstädter Leonce-und-Lena-Preises.

## Werke
- Ariadnefabrik (1986–1989) (Hrsg. und Autor, zus. mit Andreas Koziol)
- Die Rationen des Ja und des Nein. Gedichte (1988)
- Innenansichten DDR. Letzte Bilder aus einem Land wie es war (1990)
- Abriss der Ariadnefabrik (1990) (zus. mit Andreas Koziol)
- Die Arroganz der Ohnmacht. Aufsätze und Zeitungsbeiträge 1989 und 1990 (1991)
- Die Männer der Frauen (1991)